# Megszállottak (film, 1962)
A Megszállottak Makk Károly 1962-ben bemutatott fekete-fehér játékfilmje Kékesdi Gyula és Almási István novellájából.

## Szereplők
- Bene László, vízmérnök – Pálos György
- Eti – Pap Éva
- Kecskés János, igazgató – Szirtes Ádám
- Józsi bácsi – Makláry Zoltán
- Dzsugán, főigazgató – Molnár Tibor
- Mezei-Hardt István – Básti Lajos
- Oláh Frigyes, mérnök – Kállai Ferenc
- Csonka Géza kútfúró mester – Pécsi Sándor
- Képviselő – Ladányi Ferenc
- Főkönyvelő – Tompa Sándor
- Csőgyár igazgató – Avar István
- Rendőr – Ambrus András
- Kriszt Dezső – Kaló Flórián
- Könyvtáros – Misoga László
- Kriszt felesége – Domján Edit

További szereplők: Balogh Emese, Berczy Géza, Csernus Mariann, Dariday Róbert, Harsányi Frigyes, Hindi Sándor, Horváth Magda, Kézdy György, Péchy Blanka

## A történet
Bene László fiatal, jó képességű vízmérnök. Azonban karrierjére – és bűntudata miatt közérzetére, magánéletére is – nyomasztóan hat, hogy az ötvenes években fiatal vezetőként, magas beosztásban több pazarló beruházásban is kulcsszerepe volt.
Nem tudni, ebből fakad-e ideges természete, hirtelen haragja, de egyszercsak felkerekedik és közvetlen főnöke engedélyével leköltözik Pusztásra a tervezett csatorna földmérési feladatait végezni.
Sokan értelmetlennek tartják hogy egy ilyen képzett szakember szintezéssel tölti munkaidejét, de úgy számítanak, hogy előbb-utóbb lenyugszik, kipiheni magát, és visszatér Pestre az intézetbe.
A helyi állami gazdaság ágazati igazgatója azonban felfigyel a mérnökre. Különösen mivel a homoksivatagszerű állami gazdaságban egyetlen kútjuk is beomlott, és talán az ismert vízügyi szakember tud valami megoldást.
Bene azonban teljesen elzárkózik bármilyen segítségtől. Nem áll kötélnek. Ám amikor azt látja, hogy a kútfúró mester nem vette észre, hogy a fúrással az optimális mélységbe értek, mégis odamegy és figyelmezteti. És igaza is lett: a kútból dől a friss víz. A fúrással kiemelt talajban viszont olyan kavicsos réteget fedez fel, ami eszébe juttatja régi professzorának elméletét arról, hogy a Duna medre folyamatosan tolódott nyugatra, és vándorlása során föld alatti nyomot, medret hagyott maga után, amiben azóta is lassan, de folyamatosan áramlik a víz a mélyben a kavicsos talajban.
Az igazgató már-már gyermeki lelkesedése Benét is lassan magával ragadja, hisz ő is hasonlóan lelkes lehetett egy évtizeddel korábban.
Azonban a sorra fúrt kutak és a földekre telepített öntözőrendszer építése során jó néhány súlyos szabálytalanságot követnek el, aminek a korabeli szigorú viszonyok között akár börtön is lehet a következménye. Bene főnökei is megharagudnak rá, hogy veszélyezteti a nagy nehezen évek alatt kiverekedett csatornatervet.
Végül a különböző minisztériumokon keresztül indított vizsgálatok elérik őket. Kecskést elbocsájtják, a kutakat hatóságilag lezárják, az öntözőrendszer csöveit visszaviszik a gyárba.
Tétlenségre kárhoztatva Bene ideiglenes szállásán, egy lakókocsiban magukba roskadva várják a fejleményeket, a helyi vizsgálat elindulását.
Ám úgy tűnik, Dzsugánt, Kecskés főnökét mégsem ugyanabból a fából faragták, mint Bene főnökeit. Megdöbbenésükre a környék befolyásos parlamenti képviselőjével jelenik meg, aki évek óta próbál segíteni eredménytelenül szülőföldje legnagyobb problémáján, a vízhiányon. És most a saját szemével akarja látni, milyen megoldást találtak Benéék.

## A forgatási helyszínek
- Budapest: November 7-e tér (ma: Oktogon), Népköztársaság út (ma: Andrássy út)
- Izsák
- Kecskemét
- Bugac

## Érdekességek
- Ladányi Ferenc több korábbi sematikus filmben is alakított magas rangú kádert, párttitkárt.
- Bár Makk Károlynak még ez a filmje sem mentes sematikus motívumoktól, mégis azt mutatja, hogy az ötvenes évekből megörökölt tervutasításos rendszer és számviteli szabályozásának meghagyása mellett csak hatalmas személyes kockázatok vállalása mellett lenne lehetséges eredményeket elérni. De ezt a hatalmas kockázatot, akár börtönt csak kevés tehetséges vezető vállalja. Így az egyetlen lehetséges út ennek a szabályozó mechanizmusnak a felszámolása, az új gazdasági mechanizmus.
- Pusztás nevű település csak Szlovákiában létezik. A történet szerint a terület 40 kilométerre fekszik keletre a Dunától. Ennek több, a nevében a puszta szót tartalmazó magyar település is megfelelhetne. (Pusztavacs, Bugacpusztaháza, Pusztamérges, ...) Ezek közül Bugacpusztaháza közelében forgattak.